# Breitstrom

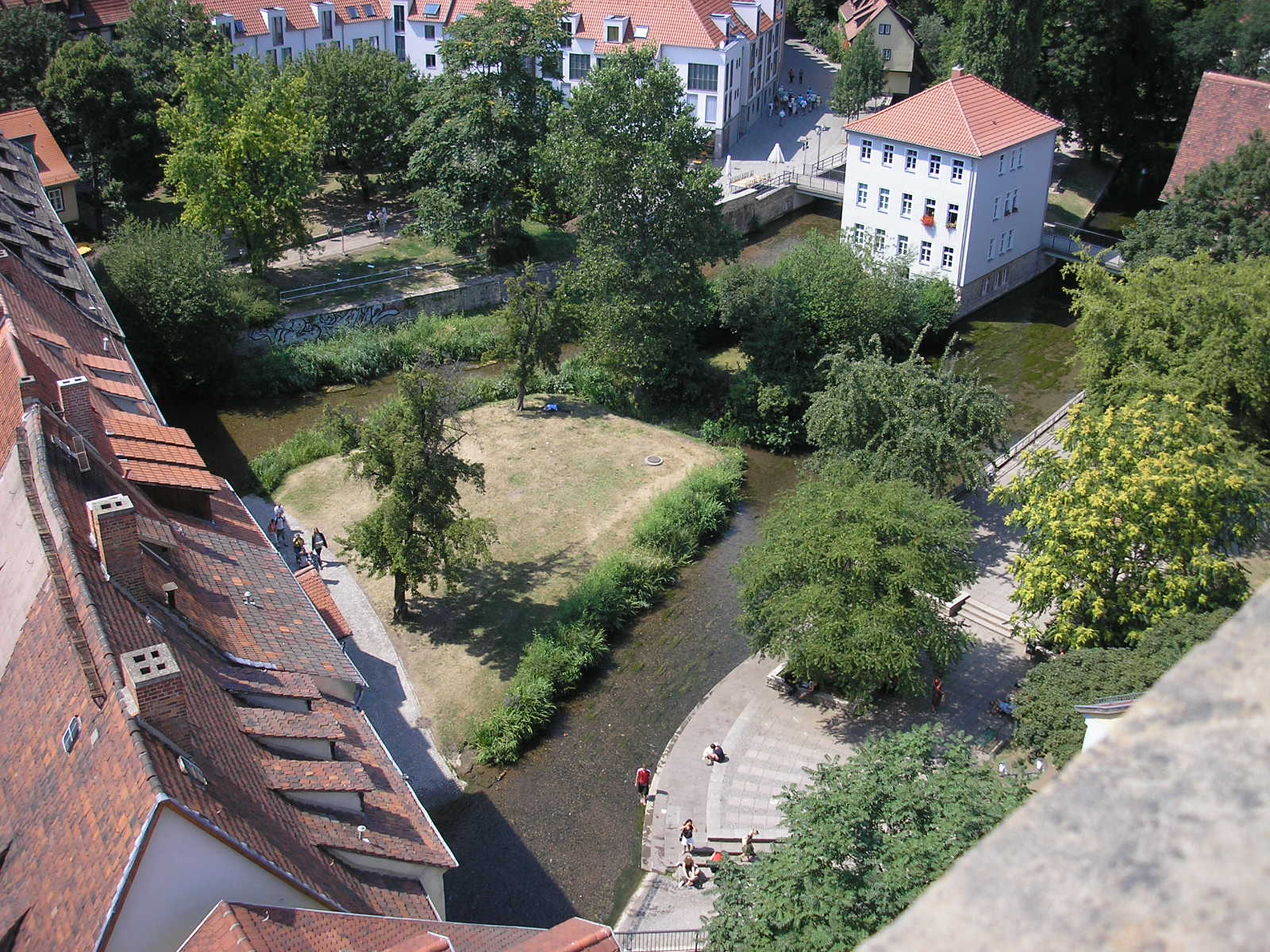
Die Arme des Breitstroms hinter der Krämerbrücke

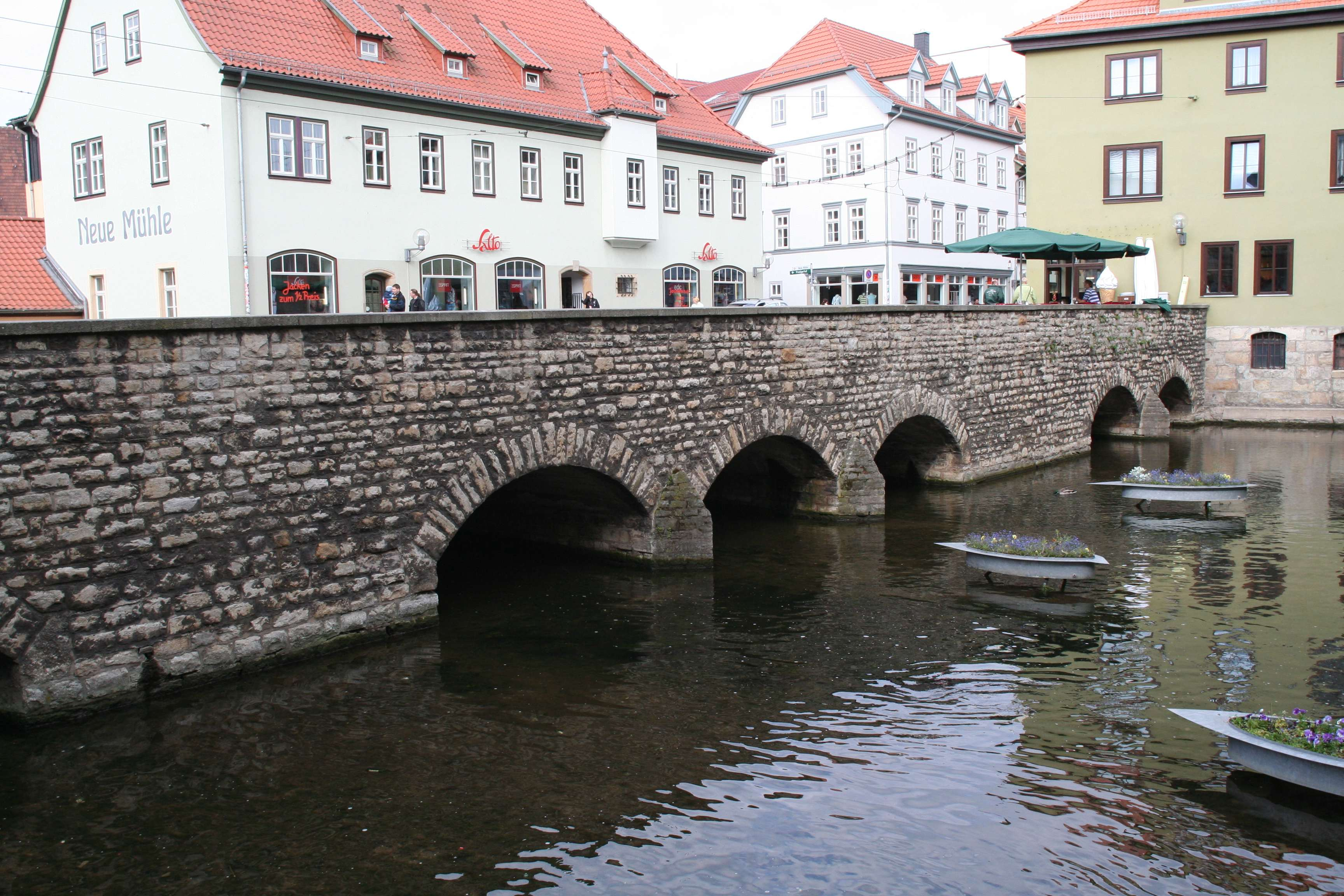
Der Breitstrom an der Schlösserbrücke

Der Breitstrom ist ein Arm der Gera in der Altstadt von Erfurt.

## Verlauf
Der Breitstrom entsteht kurz hinter der Langen Brücke im Zentrum Erfurts aus dem Zusammenfluss von Bergstrom und Walkstrom. Der Breitstrom fließt vorbei an der Neuen Mühle unter der Schlösserbrücke, unter der Rathausbrücke, unter der Krämerbrücke und unter der Lehmannsbrücke hindurch. Dabei verzweigt er sich auch in einige getrennte Arme, die jedoch allesamt nah beieinander verlaufen. Im Venedig im Norden der Altstadt mündete früher der von Osten kommende, Wilde Gera genannte Flussarm in den Breitstrom ein, woraus wieder die Gera entsteht. Die Wilde Gera ist jedoch seit 1898 zugeschüttet. Nördlich der Erfurter Altstadt wird der Fluss wieder als Gera bezeichnet.

## Inseln
Zwischen den Armen des Breitstroms liegen in der Erfurter Altstadt mehrere Inseln, die teilweise auch bebaut sind:
- Halbinsel am Fischersand: bevor sich Walk- und Bergstrom zum Breitstrom vereinigen fließen sie bereits etwa 500 Meter parallel zueinander zwischen der Brunnenkirche im Westen und der Schlösserbrücke im Osten. Dabei umfließen sie die rund zwei Hektar große, schmale Halbinsel. Im Westen ist sie bebaut (Straße Fischersand), während sie östlich der Langen Brücke unbebaut und mit Bäumen bestanden ist.
- Insel am Junkersand: Die nur etwa 550 Quadratmeter große Insel unterhalb der Schlösserbrücke ist ebenfalls mit Bäumen bestanden und dient den Stadtenten als Rückzugsgebiet, das vor Hunden, Katzen und anderen Raubtieren sicher ist.
- Insel am Dämmchen: Diese Insel erstreckt sich von der Rathausbrücke bis zur Lehmannsbrücke und ist schon seit dem Mittelalter bebaut. Über sie führt die Krämerbrücke und einige weitere kleine Stege bilden mehrere Zugänge zur Insel, die früher vor allem mit Mühlen bebaut war. Nach der Wiedervereinigung wurde sie neu gestaltet und bildet seitdem eine kleine Grünfläche mit Spazierwegen. Die etwa 300 Meter lange Insel hat eine Fläche von rund 0,9 Hektar.
- Insel im Venedig: Im Venedig im Norden der Altstadt liegt eine weitere Insel. Auch sie wurde als Parkfläche mit Spazierwegen gestaltet. Außerdem stehen auf der rund 0,7 Hektar großen Insel zwei Wohngebäude.